# Càrtel de Cali

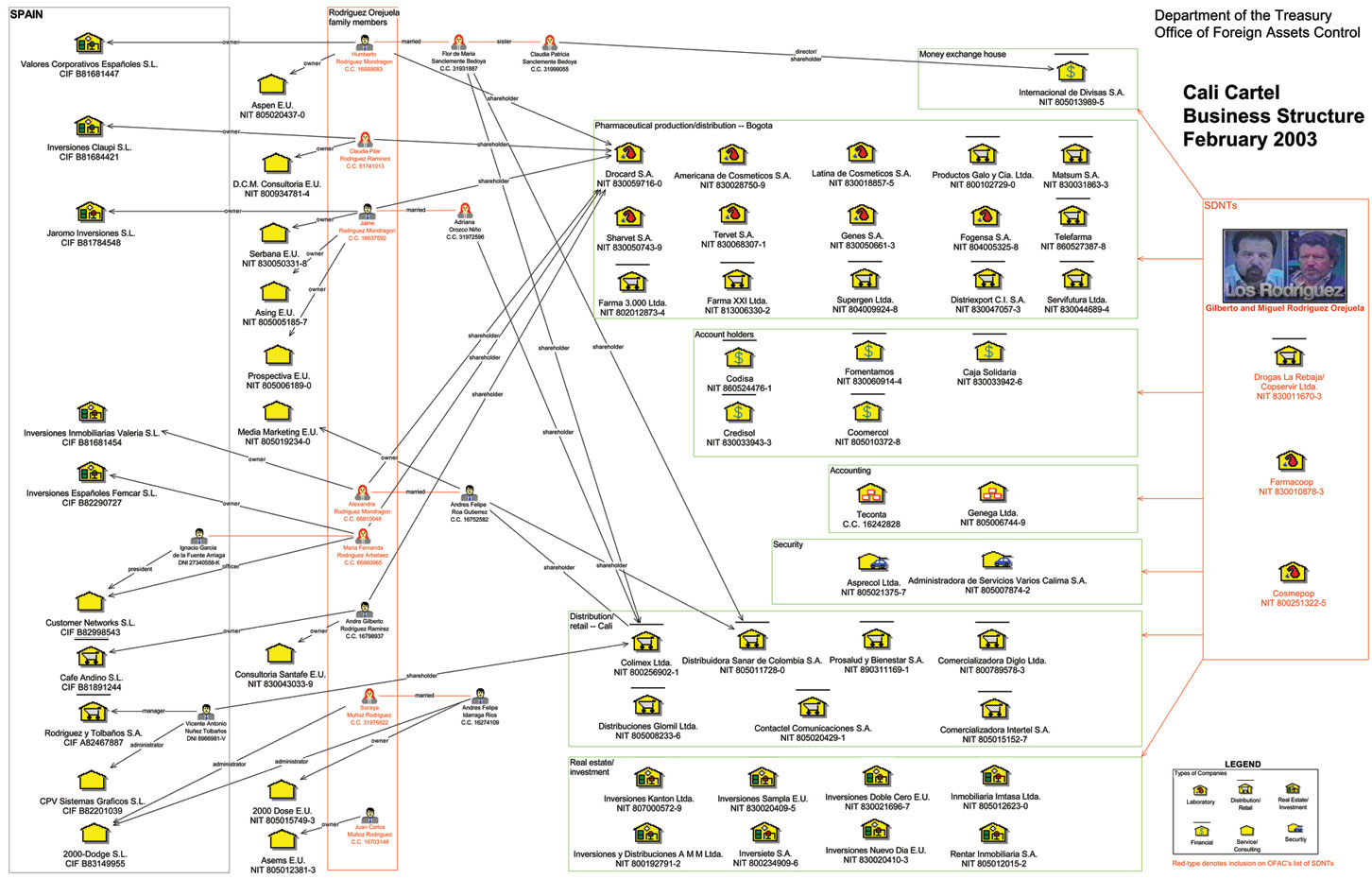
Càrtel de Cali el 2003

El càrtel de Cali va ser una organització mafiosa colombiana de narcotraficants amb base al voltant de la ciutat de Cali. Aquest càrtel va ser creat pels germans Rodriguez Orejuela: Miguel i Gilberto, i José Santacruz Londoño àlies "Chepe" durant els anys 1970.
Van independitzar-se de Pablo Escobar i del Càrtel de Medellín durant els anys 1980 quan Hélmer Herrera àlies «Pacho», s'uneix al càrtel com a associat.
El càrtel de Cali va ser anomenat «l'organització criminal més poderosa de la història superant el càrtel de Medellin» segons la DEA, amb molts mercenaris, espies i els seus enllaços amb el govern. La ciutat sencera de Cali estava llavors coberta per una vasta xarxa de vigilància inclosa la policia local. A diferència d'altres càrtels, el Càrtel de Cali estava format per diversos homes de negocis legítims i d'empresaris.
Segons algunes estimacions, el Càrtel de Cali, en el seu període pròsper, va controlat fins al 90% de les exportacions de cocaïna de Colòmbia cap als Estats Units i cap a Europa. Al mitjans dels anys 90, el càrtel de Cali movia mils de milions de dòlars cada any. Disposava igualment d'una gran influència als entorns polítics injectant-hi importants quantitats de diners, principalment al Partit liberal, però també en menor mesura al Partit conservador.

## Història

### Neteja social
El Càrtel de Cali va participar en operacions de «neteja social», matant centenars d' «indesitjables». Els indesitjables comprenien les prostitutes, els nens del carrer, els petits lladres, els homosexuals i els sense-llar. El Càrtel de Cali va formar esquadrons de la mort, anomenats «grupos de limpieza social», que en va assassinar centenars. Molt cossos de les persones assassinades van ser trobats al Riu Cauca.

### Guerra contra les guerrilles
Als anys 1990, les Forces Armades Revolucionàries de Colòmbia procedeixen al rapte de narcotraficants a la intenció de rescatar el càrtel de Cali. Aquest va reaccionar amb raptes o assassinats de militants d'esquerra per tal de forçar la guerrilla a no atacar al narcotràfic.

### Eliminació de Pablo Escobar
L'any 1992, els caps del Càrtel de Cali troben un representant del president César Gaviria, el Fiscal general Gustavo de Greiff i els caps de la Policia nacional colombiana per constituir un Bloc d'investigació per acorralar i matar Pablo Escobar. El Càrtel de Cali finança llavors una xarxa d'escoltes telefòniques i el desenvolupament d'una tècnica de localització electrònica. Localitzat al desembre de 1993, Escobar és mort per un comando de deu policies, que reben cadascun un milió de dòlars del Càrtel.

### Desmantellament del Cartel
El desmantellament del Càrtel de Cali es desenvolupa paral·lelament a l'evolució del Procès 2000, que descobreix les relacions entre el Partit liberal, del qual procedia el govern, i els càrtels de droga. Per a certs observadors, el Càrtel s'hauria deliberadament deixat desmantellar per tal de proporcionar al govern «mostres» de la seva bona fe en la lluita contra el narcotràfic (diversos ministres i el mateix president Ernesto Samper estaven directament compromesos en les revelacions) a canvi de condicions de detenció privilegiades, de promeses de no-extradició i de la possibilitat per a ells d'aprofitar la seva fortuna després dels seus alliberaments. El principal adversari d'Ernesto Samper, Andrés Pastrana, s'hauria beneficiat igualment del finançament del Càrtel de Cali segons les declaracions de l'expresident colombià César Gaviria.
L'escàndol és provocat poc després de l'elecció presidencial de juny de 1994 per la divulgació d'un enregistrament d'àudio en el qual els germans Miguel i Gilberto Rodriguez evoquen el seu suport financer al candidat liberal, elegit president, Ernesto Samper. L'1 de març de 1995, els Estats Units emeten una «certificació condicionada» a Colòmbia, reprotxant-li de no combatre seriosament el narcotràfic. L'endemà, Jorge Eliécer Rodriguez, germà de Miguel i Gilberto, és detingut. Al juny, el president del Partit liberal, Eduardo Mestre, és empresonat i una desena de parlamentaris encausats per les seves relacions amb el Càrtel de Cali. El 9 de juny, Gilberto Rodriguez és detingut. El 4 de juliol, José Santacruz és detingut, mentre que la revista Semana, alguns dies abans, informava d'un cop d'estat militar en preparació. El 26 de juliol, el tresorer del Partit liberal Santiago Medina és detingut, i reconeix haver tocat sumes considerables del Càrtel i relaciona el President i el seu braç dret, el ministre de Defensa Fernando Botero. El 5 d'agost, l'enregistrament d'una conversa telefònica entre Ernesto Samper i Elizabeth Montoya, membre del Càrtel de Cali, és divulgat. L'endemà, Miguel Rodriguez és detingut.

## Cultura popular
- El llibre El cartel de los sapos de l'autor Andrés López López escenifica els traficants del Càrtel de Cali.
- La sèrie de televisió El Cartel difosa per Caracol Televisión es basa en aquest llibre colombià d'èxit.
- La rivalitat entre Pablo Escobar i el Càrtel de Cali és una de les trames principals de la Telenovel·la colombiana Pablo Escobar, el patró del mal.
- Al film Paradise Lost, es recorda la rivalitat entre el Càrtel de Cali i el Càrtel de Medellín.
- La sèrie Narcos (durant les temporades 1 i 2) difosa sobre Netflix fa al·lusió al Càrtel de Cali i la seva rivalitat amb el de Medellìn quan Pablo Escobar n'era el cap. La temporada 3 de la sèrie segueix l'ascens del càrtel de Cali després de la mort de Pablo Escobar, fins a la seva caiguda.